# Libnotes depicta
Libnotes depicta là một loài ruồi trong họ Limoniidae. Chúng phân bố ở miền Australasia.